# 2020-as Fiatal Zenészek Eurovíziója
A 2020-as Fiatal Zenészek Eurovíziója lett volna a huszadik Fiatal Zenészek Eurovíziója. Horvátország fővárosában, Zágrábban rendezték volna meg, az elődöntőt a Zágrábi Zeneakadémia Bersa-termében, míg a döntőt a Tomiszláv király téren. A döntőt 2020. június 21-én rendezték volna, a Világzene Napjának tiszteletére, amelyet ugyanezen a napon ünnepelnek. Az Eurovíziós Dalfesztivállal ellenben itt nem az előző évi győztes rendez, hanem pályázni kell a rendezés jogára. A 2018-as verseny az orosz Ivan Besszonov győzelmével zárult, aki egy zongoraversenyművet adott elő.
11 ország erősítette meg részvételét a fesztiválra, beleértve Ukrajnát, mely három kihagyott verseny után tért volna vissza, Albánia, Belgium, az Egyesült Királyság, Izrael, Magyarország, Oroszország, San Marino és Spanyolország viszont visszalépett.
2020. március 18-án a versenyt szervező Európai Műsorsugárzók Uniója bejelentette, hogy az Európában tomboló Covid19-pandémia miatt a 2020-as Fiatal Zenészek Eurovízióját határozatlan időre elhalasztják. A verseny végül elmaradt, ahogy a 2020-as Eurovíziós Dalfesztivál is.

## A helyszín és a verseny
2019. július 8-án jelentette be a versenyt szervező Európai Műsorsugárzók Uniója, hogy a rendezvénynek Horvátország fővárosa, Zágráb ad otthont 2020-ban. A helyszín a Tomiszláv király tér lett volna, így egy kihagyott év után ismét szabadtéri helyszínen rendezték volna meg a versenyt. A város korábban, még Jugoszlávia területén az 1990-es Eurovíziós Dalfesztiválnak is otthont adott, viszont ez lett volna az első alkalom, hogy a Fiatal Zenészek Eurovíziója itt kerül megrendezésre. Az elődöntőt a Zágrábi Zeneakadémia Bersa-termében tartották volna.
Az elődöntőből a szakmai zsűri döntése alapján a legjobb nyolc versenyző jutott volna tovább a döntőbe.
| Horvátország Zágráb |

## A résztvevők
2020. február 17-én jelentették be a résztvevők hivatalos listáját. Tizenegy ország vett volna részt a fesztiválon: Ukrajna három kihagyott verseny után tért volna vissza. A részvétel előzetes megerősítése ellenére nem képviseltette volna magát azonban az előző alkalommal debütáló Albánia, valamint az ugyanekkor visszatérő Belgium és Spanyolország sem. Ugyancsak nem lett volna jelen az előző verseny győztese, Oroszország. Rajtuk kívül az Egyesült Királyság, Izrael, San Marino és Spanyolország is kihagyta volna a zágrábi versenyt, valamint 2012 óta először nem szerepelt volna magyar zenész a fesztivál mezőnyében.
A verseny elmaradásának hivatalossá válásáig négy ország választotta ki versenyzőjét: a házigazda Horvátországot Ivan Petrović-Poljak zongorista, Norvégiát Martin Rugsveen harmonikás, Svédországot Tekla Nilsson klarinétművész, Szlovéniát pedig Sebastijan Buda kürtös képviselte volna. Csehország, Észtország, Görögország, Lengyelország, Málta és Németország nem választott versenyzőt.

## Térkép

Országok, melyek már megnevezték az indulójukat
Országok, melyek már jelezték, hogy részt vesznek
Országok, melyek korábban részt vettek, de ebben az évben nem

### Nemzeti válogatók
| Ország        | Választás módszere | Válogatóműsor                                                    | Közvetítő csatorna             | Kiválasztás / Bemutatás dátuma | Kiválasztás / Bemutatás dátuma |
| Ország        | Választás módszere | Válogatóműsor                                                    | Közvetítő csatorna             | Előadó                         | Zenemű                         |
| ------------- | ------------------ | ---------------------------------------------------------------- | ------------------------------ | ------------------------------ | ------------------------------ |
| Csehország    | Nincs adat         | Nincs adat                                                       | Nincs adat                     | Nincs adat                     | Nincs adat                     |
| Észtország    | Nincs adat         | Nincs adat                                                       | Nincs adat                     | Nincs adat                     | Nincs adat                     |
| Görögország   | Nincs adat         | Nincs adat                                                       | Nincs adat                     | Nincs adat                     | Nincs adat                     |
| Horvátország  | nemzeti döntő      | Nem volt külön elnevezése a válogatóműsornak                     | HRT 2                          | 2020. március 10.              | Nincs adat                     |
| Lengyelország | Nincs adat         | Nincs adat                                                       | Nincs adat                     | Nincs adat                     | Nincs adat                     |
| Málta         | Nincs adat         | Nincs adat                                                       | Nincs adat                     | Nincs adat                     | Nincs adat                     |
| Németország   | Nincs adat         | Nincs adat                                                       | Nincs adat                     | Nincs adat                     | Nincs adat                     |
| Norvégia      | nemzeti döntő      | Virtuos                                                          | NRK2                           | 2020. november 22.             | Nincs adat                     |
| Svédország    | nemzeti döntő      | Polstjärnepriset                                                 | Nem volt televíziós közvetítés | 2020. január 5.                | Nincs adat                     |
| Szlovénia     | nemzeti döntő      | Slovenski izbor za tekmovanje Evrovizijski mladi glasbeniki 2020 | TV Slovenija 1                 | 2020. március 25.              | Nincs adat                     |
| Ukrajna       | belső kiválasztás  | Nem rendeztek válogatóműsort                                     | Nem rendeztek válogatóműsort   | Nincs adat                     | Nincs adat                     |

## Lásd még
- 2020-as Eurovíziós Dalfesztivál
- 2020-as Junior Eurovíziós Dalfesztivál